# Пол Брегг
Пол Брегг (англ. Paul Chappius Bragg; *6 лютого 1895 — †7 грудня 1976) — американський дієтолог, діяч альтернативної медицини, ініціатор руху за здорове харчування. Розробник технік дихання, голодування і дієти. Сам Пол Брегг стверджував, ніби народився в 1881 році в окрузі Фейрфекс, штат Вірджинія. Але після його смерті стали відомі документальні дані: Пол Брегг народився 6 лютого Jack Bragg штат Індіана. Отже, на момент смерті йому був 81 рік. Додавання 14 років свого часу було потрібно для реклами зовнішнього вигляду нібито 49-річного чоловіка, який виконував власні рекомендації (тоді Полу було 35 років).

## Біографія
Сам Пол Брегг стверджував, що народився в 1881 році в окрузі Фейрфекс, штат Віргінія. Однак, згідно з документами, які знайшов його співвітчизник Уейд Фрейжер (Wade Frazier), Пол Брегг народився 6 лютого 1895 року у м Бейтсвілль, штат Індіана, виріс в місті Вашингтон (округ Колумбія).
Його батьки: Роберт Елтон і Кароліна (Чапіус) Брегг. У нього було два брати: Джеймс Елтон і Джон Гаррісон Брегг. Його батько працював в Урядовій друкарні США.
Після закінчення середньої школи Пол Брегг вступив на службу в  Національну гвардію, де прослужив 3 роки.
У 1915 році, в Нью-Йорк е Брегг одружився з Нивою Парнін. Потім сім'я переїхала в Індіанаполіс, де Пол Брегг став страховим агентом в респектабельної компанії зі страхування життя Metropolitan Life Insurance Company. Через кілька років Пол Брегг повернувся на Східне узбережжя, де працював в різних відділеннях Християнського союзу молоді і різних шкільних округах на посадах викладача фізкультури або легкої атлетики.
У 1921 році Пол Брегг переїхав до Каліфорнії зі своєю сім'єю, в якій вже були дві дочки: Нива Поліна / Поллі (1917 р н.) І Лоррейн Агнес Брегг (1919 р н.). Тут Пол знову влаштувався на роботу в місцевий Християнський союз молоді.
25 березня 1922 року у Пола народився син - Роберт Елтон.
У 1924 році Пол Брегг був викладачем фізкультури в середній школі в Редондо-Біч (Каліфорнія).
Приблизно в 1926 році Пол Брегг перестав бути найманим працівником і став підприємцем в області здоров'я, спочатку відкривши фірму під назвою «Центр здоров'я Лос-Анджелеса» на вулиці № 7 в Лос-Анджелесі, а потім, в 1928 році, - «Центр здоров'я Брегга» на вулиці Саут-Хілл в Лос-Анджелесі.
Ймовірно, для реклами свого бізнесу він писав щотижневу колонку про здоров'я в газеті «Лос-Анджелес таймс» в 1926-1928 роках. Пропоновані послуги з проблем здоров'я писалися їм у вигляді статей з прихованою рекламою в авторських колонках.
У 1929 році Пол Брегг почав проводити турне з лекціями про здоров'я (наприклад в  Окленді (Каліфорнія), а також в Сан-Антоніо і Даллас е (Техас). він знімав приміщення, грунтовно рекламувався і потім читав ряд лекцій - зазвичай п'ять чи шість днів поспіль ввечері. Його лекції були безкоштовними, проте він стягував плату за приватні консультації після лекції (близько 20 доларів США в 1935 році, згідно з показаннями в справі проти нього в  суді Меріленд а).
Також в 1929 році він зареєстрував авторські права на свою першу книгу про здоров'я «Вилікуй сам себе».
Так як книжкові магазини або книжкові відділи в магазинах зазвичай були лише в більш густо населених районах, то ще одна мета його лекційних турне, найімовірніше, полягала в рекламуванні і продажу своїх книг.
Протягом першого десятиліття життя в Каліфорнії Пол і Нива Брегг розлучилися. Згідно з переписом населення США в 1930 році Нива вже жила з новим чоловіком - Августом Бушем і трьома дітьми від Пола Брегга в Лос-Анджелесі.
У  Флориди каталозі шлюбів значиться шлюб Пола Брегга з Бетті Браунлі в 1930 рік, хоча статус цього шлюбу при її смерті (як вважають, в 1930-і роки) ніхто не знає.
У Перепису 1930 року немає відомостей про Пола Брегга, хоча адресні довідники міста  Бербанк (Каліфорнія) того часу свідчать про його проживання в цьому місті з 1935 по 1954 рік і про те, що його підприємство з виробництва їжі «Жива їжа Брегга» теж розташовувалося в той час там.
Згодом він перебрався в Десерт-Хот-Спрінгс (Каліфорнія), а пізніше, в 1960-і роки, принаймні на деякий час - на Гаваї.

### Смерть
Існує легенда, що він, займаючись серфінгом, потонув, коли йому було 95 років. У поширенні цієї легенди взяв участь перший перекладач книг Брегга в СРСР - Стів Шенкман. Зокрема, він писав: «Поль Брегг помер у грудні 1976 року на 96 році. Але помер він аж ніяк не від старості. Смерть цієї людини - трагічний нещасний випадок: під час катання на дошці біля узбережжя Флориди його накрила гігантська хвиля ». Насправді ж Брегг помер 7 грудня 1976 рік від  серцевого нападу у відділенні невідкладної допомоги лікарні South Shore в Маямі в віці 81 року. .

## Псевдонаукові твердження Брегга

### Організм очищається від токсинів голодуванням
Пол Брегг відводив велику роль оздоровчому голодуванню у своїй системі. Він говорив, що для очищення організму від продуктів розпаду і всяких токсинів, що в ньому накопичуються, треба проводити добове голодування щотижня і 7 — 10 діб один раз в три місяця. Голодування дає можливість уникнути самоотруєння організму шкідливими речовинами, що накопичуються. Джерелом таких речовин є неправильне харчування, нечиста вода і повітря, ліки. Він говорив про нормальні строки життя: «Я вірю, що кожній людині призначено прожити не менше 120 років». Таємниця міцного здоров'я, на думку Пол Брегга, криється у внутрішньому очищенні і відновленні з допомогою натуральної їжі та інших принципів, таких як чисте повітря, голодування, фізичні вправи, відпочинок. Пол Брегг рекомендує людям слідувати цьому життєвому курсу здоров'я. Тоді кожен день принесе радість, щастя, задоволення від здорового довгого і енергійного життя.
На думку Брегга, раціональне голодування є найбільшим відкриттям сучасної людини, з допомогою якого він отримав можливість омолоджувати себе фізично, розумово, духовно. Завдяки голодуванню людина зберігає свої життєві сили. Роль життєвої сили, за Бреггом, є в забезпеченні видалення з організму токсинів, котрі утворилися в процесі переробки їжі.

### Рекомендації Брегга для раціонального харчування
Повітря, питна вода, всякі синтетичні харчові добавки отруюють людину у великих і малих містах. Щоб цього уникати, треба харчуватися їжею, близькою до натуральних продуктів, старатися уникати хімічно оброблених продуктів. Він говорить, що за 24 — 36 годин голодування щотижня можна уникнути більшості токсинів. А якщо можливо, провести голодування 7 — 10 діб, котре добре очистить організм. Брегг був обережний, він рекомендував проводити голодування під наглядом людини, яка успішно проводить голодування.

### Сіль— це не їжа
Він вважав, що промислова сіль є небезпечним продуктом для організму. Сіль не переварюється, не засвоюється організмом. Вона не має харчової цінності та вітамінів, є шкідлива і може нашкодити ниркам, жовчному і сечовому міхуру, серцю, кровоносним судинам, може бути отрутою для серця. Сіль вживають за звичкою, деякі народи не вживають солі. Брегг вважає, що солі вистачає в овочах, вона може задовольнити нормальні потреби організму. За висновком учених, організму потрібно солі від 0,5 до 1 г в день, така доза може бути засвоєна організмом. Вивести зайву сіль з організму можна з допомогою голодування 24 — 36 годин щотижня. Брегг не вживав сіль.

### Звільнитися від шкідливих звичок
Брегг навчав голодувати, щоб укріпити життєві сили для подолання слабості, нестачі сил, котрі починаються через шкідливі звички. Зменшення енергії веде до уповільнення діяльності всієї системи виділення: кишечника, нирок, шкіри, легень. У цих органів не вистачає енергії для функціонування на повну потужність, і токсини не виводяться повністю з організму, накопичуються, приносять шкоду. Токсини впливають на нервову систему, в результаті людина страждає від болю. 99 % хворих страждають через неправильне, неприродне харчування. Брегг говорить: «Голодування ставить організм у такі умови, коли вся його життєва сила використовується для очищення і оздоровлення».

### Правильна реакція крові
За висновком Брегга, кров людини повинна мати лужну реакцію. У більшості людей кров має кислотну реакцію (ацидоз). Ацидоз є наслідком отруєння організму. Брегг рекомендує для нейтралізації кислотності провести голодування 3 — 4 доби, після цього переключитися на лужну дієту, і уникати харчових продуктів з кислою реакцією. До продуктів з лужною реакцією належать свіжі овочі і фрукти, салати із зеленню. 60 % раціону людини повинно складатися із фруктів і овочів, сирих і приготовлених. Перед всяким прийомом їжі треба їсти салат із сирих овочів і свіжі фрукти. Кислу реакцію дають такі продукти: цукор, вуглеводи, кава, чай, алкоголь, вироби з борошна, м'ясо, риба. Білок, котрий людина потребує, можна отримувати з горіхами, насінням. Ацидоз веде до підвищеного тиску крові. Брегг радить не допускати ацидоз.

### Апоптоз і автофагія
Ці процеси в клітинах підтверджують спосіб очищення організму голодуванням на клітинному рівні. Голодування для очищення організму науково обґрунтоване.
Процес очищення організму від старих, хворих клітин пояснює науково явище апоптоз. При голодуванні стара клітина розпадається на частини, а інша сусідня стара клітина ділиться на дві молоді, одна з них займає вільне місце. Так через деякий час вся маса клітин поступово заміняється на молоді. При цьому багато невикористаних частин клітин залишається, їх треба використовувати поступово. Виведення невикористаних частин клітин відбувається через автофагію. Це є поїдання клітиною своїх залишків, яке запускається одноденним голодуванням організму.
Крім Пол Брегга інші люди рекомендують оздоровлюватися голодуванням. Порфирій Іванов рекомендує для очищення організму від токсинів проводити сухе голодування 42 години щотижня і шість діб декілька раз на рік.

## Критика
Уейд Фрейзір вказує на фальсифікацію дати народження П. Брегг і на ряд інших невідповідностей, наприклад, недійсність історії про його туберкульозі і лікуванні в Швейцарії, вихід ртуті з його тіла в результаті лікувального голодування, відсутність у нього сестри, яку він нібито вилікував своїм методом від худорлявості і т. д., роблячи висновок, що в світлі цієї інформації доречно поставити під сумнів і будь-які поради П. Брегга щодо здоров'я.